# 上部構造
上部構造（じょうぶこうぞう、独: Überbau, 英: superstructure）は、カール・マルクスの著作『経済学批判』（独: Zur Kritik der Politischen Ökonomie）の序言（Vorwort）等で提示された史的唯物論の基本概念のひとつ。それによると、時代の生産諸関係の総体としての経済構造が下部構造をなし、法律・政治（など）は上部構造として存在し、社会意識の形成はこの上部構造に呼応して形成される、と言うものである。

## 概要
上部構造は政治的・法制的な諸関係や社会的意識の諸形態、たとえば道徳・宗教・芸術などのことである。これらは生産関係の総体を土台としており、その土台に依存しかつ土台が変化するに応じて変化することから上層建造物の比喩として「上部」構造と名付けられている。他方で、上部構造が下部構造に反作用して変化をもたらす働きも存在している。この上部構造という概念の発想は、唯物史観から観念論的な歴史観や政治を歴史的発展の駆動力とみる政治史観・英雄史観などを退け、その歴史観を確立させた。
ただし、マルクスの著作中において「上部構造」の語は一定の意味で用いられていたわけではない。『経済学批判』における「唯物史観の公式」では政治的・法制的制度のみを上部構造としているが、『ルイ・ボナパルトのブリュメール十八日』では社会的意識諸形態を含めた一切の意識表象を上部構造としている。また、マルクスは一貫して「科学」を上部構造に含めていない。
- 上部構造 - 社会的な制度・組織および意識形態（イデオロギー）。
  - 政治・法律
  - 道徳・宗教・芸術

マルクスの論においては下部構造と上部構造の関係は直接的なものではなく、階級闘争に固有の推進力や社会編成の諸要素間の相互作用について強調している。またフリードリヒ・エンゲルスも同様に上部構造は相対的な自律性を持っており、経済的条件が決定的となる場面は「最終審級」のみであるとしている。マルクス主義者のうち「経済中心主義者」と呼ばれる学派はこのマルクスが『経済学批判』で示した定式に関して、あらゆる社会編成は下部構造によってただちに決定されるもので、上部構造の表象は下部構造の反映にすぎないという機械論的解釈を加えている。
廣松渉は、ヨシフ・スターリンが1950年に著した『マルクス主義と言語学の諸問題』を発端として「言語や科学は上部構造には属さない」という説が有力となったことなどから、上部構造はマルクス主義者の間においても確定的に定義されていないとしている。

## 日本における文学論争
1955年（昭和30年）、高橋義孝は、「文学は上部構造か」という論考を発表し、文学は普遍的な人間性を描くもので、上部構造とはいえないのではないかという問題提起をおこなった。これは、ハンガリーの美学者、ルカーチ・ジェルジの1954年の論考、『上部構造としての文学』に触発されてかかれたものであった。それに対して、本多秋五や小田切秀雄たちが反論した。このとき、マルクスが『経済学批判への序言』で書いたとされる、ギリシア文学に対する言及が焦点のひとつとなった。